# 堤外 (さいたま市)
堤外（ていがい）は、埼玉県さいたま市南区の大字。荒川の河川敷と荒川第一調節池（彩湖）があるのみで人口は0人である。郵便番号は336-0036。

## 地理
さいたま市南区西端の文字通り荒川の堤外地（河川敷）に位置する概ね五角形の形をした区域。地区の東側を松本、南側を戸田市大字曲本、西側を朝霞市大字上内間木、北側を桜区大字田島と隣接する。地区全域が荒川左岸の河川敷に位置され市街化調整区域となっていて住居は無く、荒川第一調節池の流入堤と彩湖公園が広がっている。南側の戸田市曲本との境界上に荒川横堤の美谷本第三横堤がある。また、地区の西側の朝霞市上内間木との境界線上には鴨川の流路があった。

## 歴史
戸田町以前いつごろ大字堤外が存在していたかは定かではない。戸田町時代は地籍の無い河川敷であった。
- 1871年（明治4年）11月13日 - 第1次府県統合により埼玉県の管轄となる。
- 1879年（明治12年）3月17日 - 郡区町村編制法により成立した北足立郡に属す。郡役所は浦和宿に設置。
- 1889年（明治22年）4月1日 - 町村制施行により北足立郡内谷村・曲本村・美女木村・松本新田が合併し美谷本村が成立[6][7]。
- 1943年（昭和18年）4月1日 - 美谷本村・笹目村が合併し美笹村成立[6][8][9]。
- 1957年（昭和32年）7月20日 - 美笹村が戸田町と合併し[6][9]、戸田町大字堤外となる。
- 1959年（昭和34年）4月1日 - 旧美笹村北部の大字曲本・内谷の一部及び堤外・松本新田が分離し、浦和市に編入され、浦和市大字堤外となる[6][10]。
- 2001年（平成13年）5月1日 - 浦和市が、与野市、大宮市と合併しさいたま市となり、さいたま市の大字となる。
- 2003年（平成15年）4月1日 - さいたま市が政令指定都市に移行しさいたま市南区の大字となる。

## 交通
地区内は鉄道は敷設されていない。最寄駅は武蔵野線西浦和駅である。

### バス
地内にバス路線は存在しないが、東側の松本一丁目に設置されている国際興業バスの「松本一丁目」停留所が最寄の停留所となる。